# سفارة فرنسا في تونس
سفارة فرنسا في تونس هي الممثل الرسمي للجمهورية الفرنسية في الجمهورية التونسية، تأسست السفارة في 20 مارس 1956 وهو تاريخ استقلال تونس، وكانت من قبل مقر للممثل الفرنسي في تونس.

## السفارة

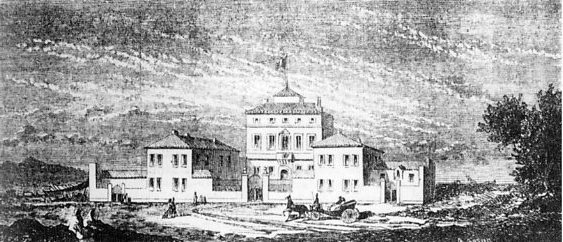
القنصلية سنة 1860.

السفارة تقع في نفس المباني التي كان يقطنها ممثلي حكومة القناصل الفرنسية ثم أصبحت مقر الإقامة العامة الفرنسية. تم بدأ بناء المقر سنة 1859 بمبادرة القنصل ليون روش وانتهت الأعمال سنة 1861. يطل مبنى السفارة على ساحة الاستقلال، في تقاطع طرق شارع الحبيب بورقيبة وشارع فرنسا، أمام كاتدرائية تونس. مبنى القنصلية العامة يقع نفسه في مبنى السفارة.

## قائمة السفراء
| السفير                   | بداية العهدة   | نهاية العهدة   |
| ------------------------ | -------------- | -------------- |
| روجار سيدو               | 20 مارس 1956   | 28 سبتمبر 1956 |
| بيير دو لوس              | 28 سبتمبر 1956 | 30 يناير 1957  |
| جورج غورس                | 30 يناير 1957  | 4 نوفمبر 1959  |
| جان مارك بويني           | 4 نوفمبر 1959  | 18 أغسطس 1962  |
| جان سوفانيارغ            | 18 أغسطس 1962  | 2 أبريل 1970   |
| جورج غوشي                | 2 أبريل 1970   | 8 يوليو 1975   |
| فيليب ريبيرول            | 8 يوليو 1975   | 12 فبراير 1980 |
| بيير آنت                 | 12 فبراير 1980 | 18 فبراير 1983 |
| جيلبار بيرول             | 18 فبراير 1983 | 27 يونيو 1985  |
| إريك رولو                | 27 يونيو 1985  | 2 يوليو 1986   |
| جون بريسو                | 2 يوليو 1986   | 7 يوليو 1989   |
| آلان غرونييه             | 7 يوليو 1989   | 27 مايو 1992   |
| جون نوال بويان دو لاكوست | 27 مايو 1992   | 18 أكتوبر 1995 |
| جاك لونكساد              | 18 أكتوبر 1995 | 28 ديسمبر 1999 |
| دانييل كونتيني           | 28 ديسمبر 1999 | 30 أغسطس 2002  |
| إيف أوبان دو لا ميسوزيار | 30 أغسطس 2002  | 12 يوليو 2005  |
| سيرج دوغاليه             | 12 يوليو 2005  | 27 مايو 2009   |
| بيير مينا                | 27 مايو 2009   | 26 يناير 2011  |
| بوريس بويون              | 9 فبراير 2011  | 24 أغسطس 2012  |
| فرنسوا غويات             | 24 أغسطس 2012  | 15 يوليو 2016  |
| أوليفييه بوافر دارفور    | 15 يوليو 2016  | 24 سبتمبر 2020 |
| أندريه باران             | 25 سبتمبر 2020 | الآن           |

## مقر الإقامة الفرنسية
سكن فرنسا (Résidence de France) هو مقر إقامة السفير الفرنسي، ويقع في قصر في مدينة المرسى في ضواحي تونس العاصمة وتسمى دار الكاملة. تم بناؤها سنة 1800 من قبل أحد النبلاء التونسيين على مساحة 3.5 هكتار قبل أن يقدمها محمد باي بن حسين إلى قنصل فرنسا سنة 1857 وهو ليون روش وأصبحت دار الكاملة.

## العلاقات الدبلوماسية
أثناء فترة الحماية الفرنسية في تونس من 1881 إلى 1956، مثلت فرنسا بوزير يقيم في تونس حتى 23 يونيو 1885، ثم من قبل المقيم العام الفرنسي حتى 1 سبتمبر 1955 وأخيرا بالمفوض السامي لفرنسا حتى 20 مارس 1956.

## القنصليات
لدى السفارة الفرنسية خمسة قنصليات في بنزرت، صفاقس، جربة، توزر وسوسة (تحديدا في مرسى القنطاوي).

## الفرنسيون المقيمون في تونس
في 31 ديسمبر 2014، بلغ عدد الفرنسيين المقيمين في تونس 279 23. 70% منهم موجودون في تونس العاصمة. 70% من المقيمين في تونس يحملون جنسيتين مختلفتين.
| السنة  | 2001   | 2002   | 2003   | 2004   | 2005   | 2006   | 2007   | 2008   | 2009   | 2010   | 2011   | 2012   | 2013   | 2014   |
| ------ | ------ | ------ | ------ | ------ | ------ | ------ | ------ | ------ | ------ | ------ | ------ | ------ | ------ | ------ |
| السكان | 694 13 | 079 15 | 210 16 | 375 15 | 463 15 | 421 16 | 931 15 | 980 17 | 010 19 | 995 19 | 552 21 | 221 22 | 042 23 | 279 23 |

### دوائر الناخبين
في انتخابات مجلس الفرنسيين بالخارج، تنتمي تونس لدائرة تونس الانتخابية (بالإضافة إلى ليبيا) ولهم ثلاثة مقاعد.

في انتخابات النواب الممثلين للفرنسيين المقيمين في الخارج (الجمعية الوطنية الفرنسية)، تقع تونس في الدائرة التاسعة.

## مقالات ذات صلة
- سفارة تونس في فرنسا

## روابط خارجية
- الموقع الرسمي لسفارة فرنسا في تونس.
- الموقع الرسمي لوزارة الخارجية الفرنسية.